# Спас Нерукотворний (Новгород)
Спас Нерукотво́рний — двостороння виносна ікона походженням із Києва, датується кінцем XI століття.
Ікона характерна для Першої Київської школи. Написана на дереві, має розмір 77 × 71 см. Зберігається у Державній Третьяковській галереї в Москві, Росія, інв. № 14245. Зберігалася в Успенському соборі Московського кремля. Деякі дослідники помилково датують її ХІІ ст. через ікону «Поклоніння Хресту», що була перемальована у ХІІ ст. новгородськими майстрами.
На другій стороні — ікона «Поклоніння Хресту» перемальована новгородськими майстрами у ХІІ ст.

## Дата
- Onasch 1961: XII ст.
- Антонова, Мнева 1963: Середина XII ст.
- Лазарев 1969: 1130—1190
- Лазарев 1986: XII ст.
- ГТГ 1995: Друга половина XII ст.
- Лазарев 2000/1: Друга половина XII ст.
- Иконы Успенского собора 2007: Друга половина XII ст.
- Eastmond 2013: близько 1200 року